# Jakub Łempicki
Jakub Łempicki herbu Junosza (ur. w 1554 roku – zm. w 1608 roku) –  protonotariusz apostolski, opat lubiński (wzmiankowany w 1606 roku), kanonik krakowski w 1603 roku, archidiakon łowicki w latach 1587–1608, dziekan łęczycki w 1587 roku,  kanonik gnieźnieński w 1584 roku, dziekan wolborski, regens kancelarii większej, kanclerz prymasa Stanisława Karnkowskiego, sekretarz Stefana Batorego, doktor obojga praw.
W 1571 roku przyjął w Rzymie tonsurę, a w 1572 roku święcenia lektoratu.